# Roquefort (Lot-et-Garonne)
Roquefort ist eine französische Gemeinde mit 2.091 Einwohnern (Stand: 1. Januar 2022) im Département Lot-et-Garonne in der Region Nouvelle-Aquitaine. Die Gemeinde gehört zum Arrondissement Agen und zum Kanton L’Ouest Agenais. Die Einwohner werden Roquefortais genannt.

## Geografie
Roquefort liegt etwa vier Kilometer westlich von Agen in der Bruilhois. Umgeben wird Roquefort von den Nachbargemeinden Brax im Norden, Le Passage im Osten und Nordosten, Estillac im Süden und Osten, Aubiac im Süden, Laplume im Süden und Südwesten sowie Sainte-Colombe-en-Bruilhois im Westen.
Durch die Gemeinde führt die Autoroute A62.

## Bevölkerungsentwicklung
| 1962                       | 1968 | 1975 | 1982 | 1990 | 1999 | 2006 | 2018 |
| -------------------------- | ---- | ---- | ---- | ---- | ---- | ---- | ---- |
| 383                        | 497  | 573  | 737  | 980  | 1198 | 1612 | 1969 |
| Quellen: Cassini und INSEE |      |      |      |      |      |      |      |

## Sehenswürdigkeiten
- Kirche Saint-Jacques
- Schloss Roquefort, seit 2001 Monument historique
- Freizeitpark Walygator Sud-Ouest

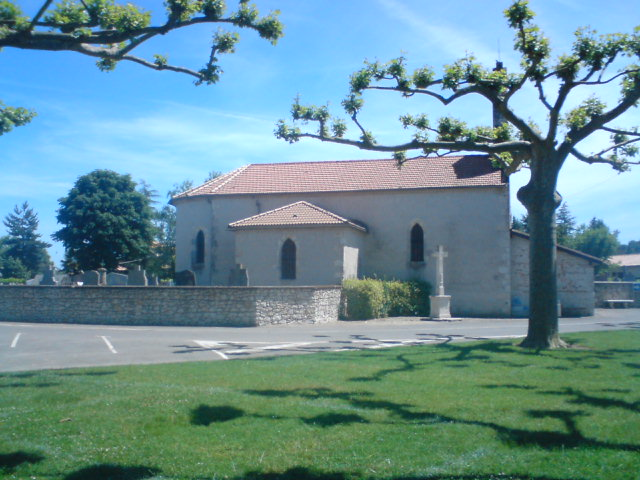
Kirche von Roquefort
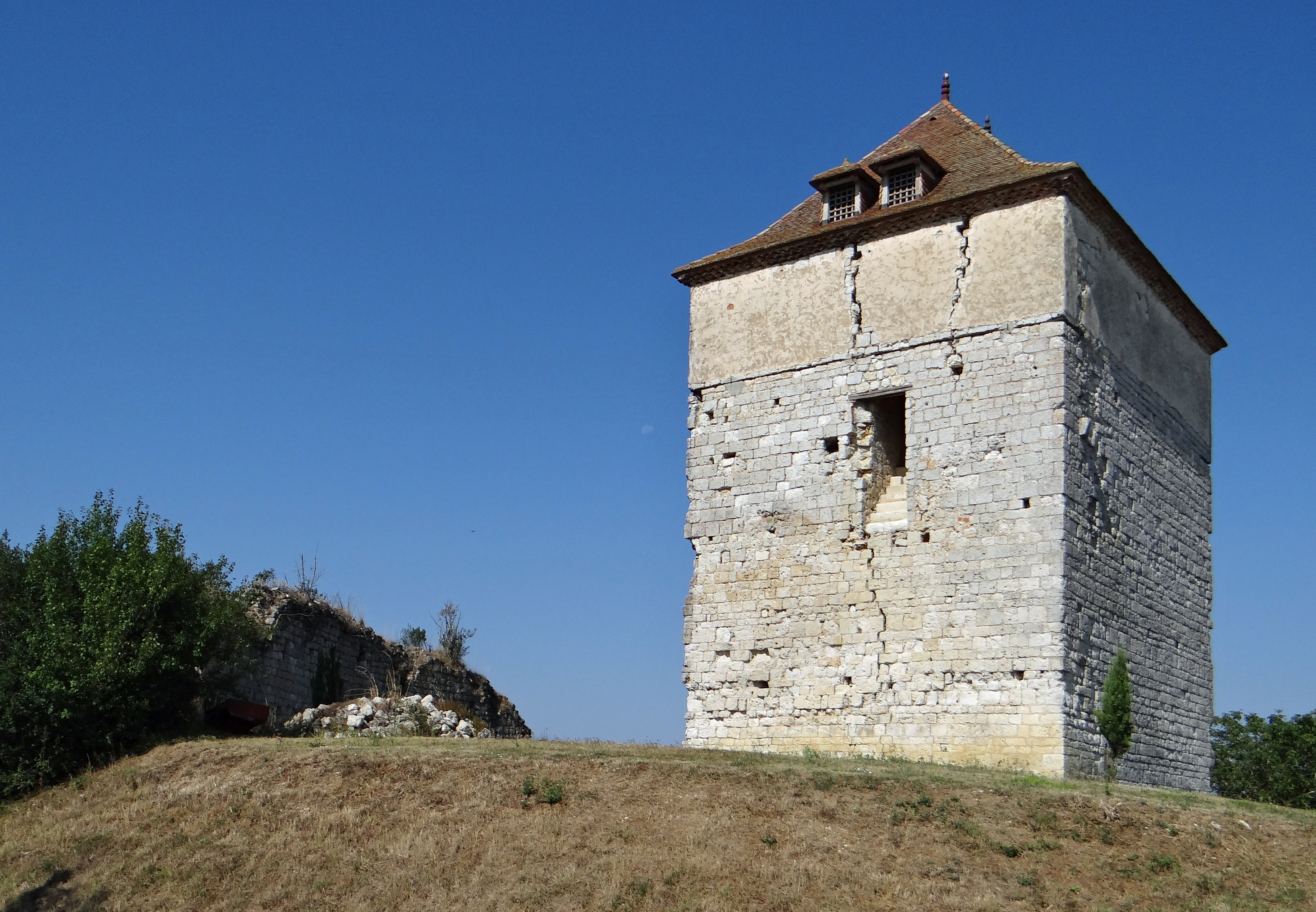
Donjon auf dem Schlossgelände Roquefort
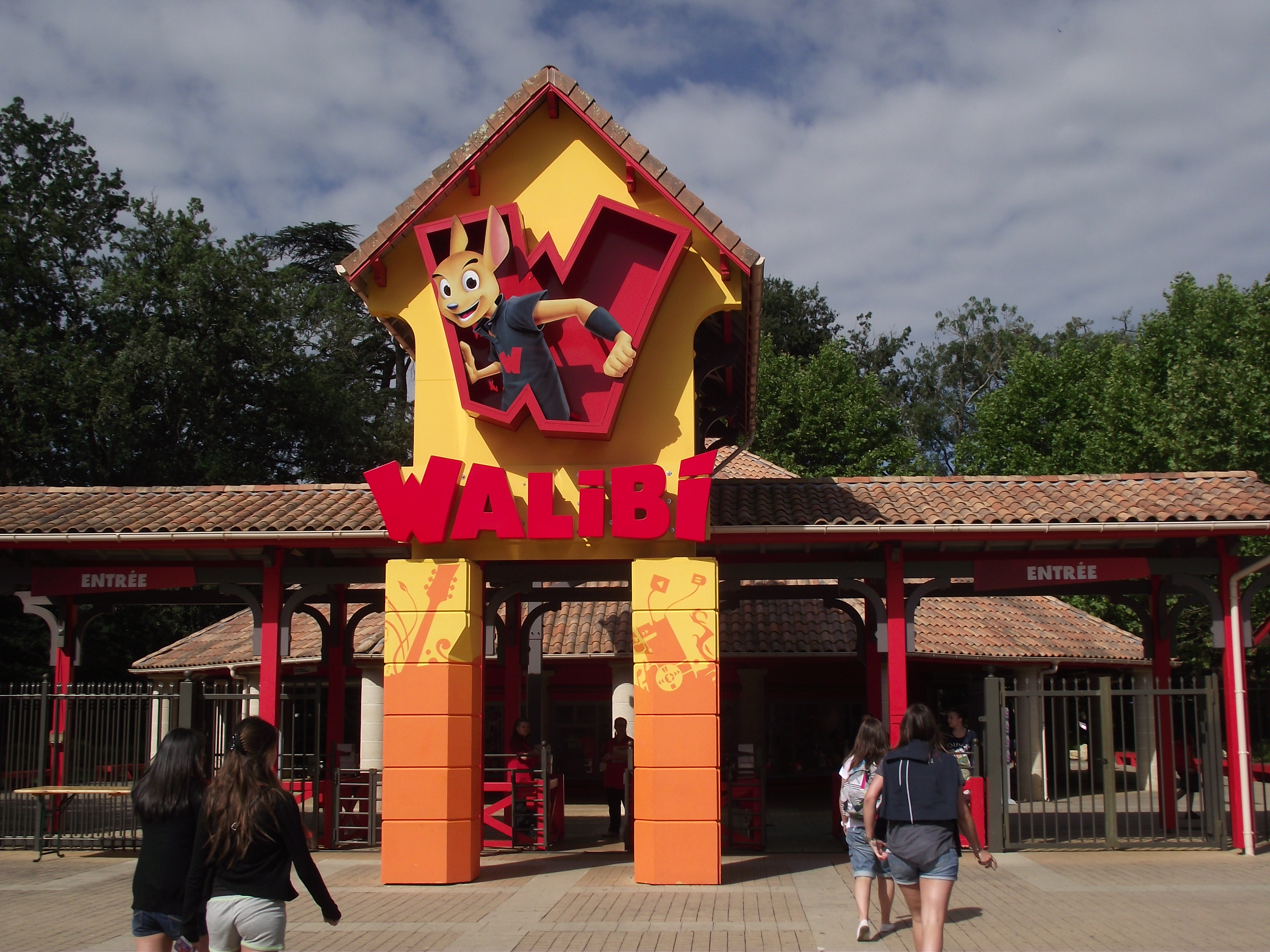
Freizeitpark Walygator Sud-Ouest